# Qaqqarsuaq (Narsaq)
Il Qaqqarsuaq è una montagna della Groenlandia di 685 m. Si trova a 60°55′N 46°01′W; appartiene al comune di Kujalleq.